# Festival international de musique de Beigang
Le Festival international de musique de Beigang (en chinois 北港國際音樂文化藝術節) est un projet de l’Association philharmonique de Beigang (en chinois 雲林縣北港愛樂協會) et a lieu à Beigang, dans le district de Yunlin, à Taïwan. Depuis sa création en 2006 il a connu un développement important. Il est aujourd’hui le plus grand festival international de musique dans la région de Yunlin. Y sont organisés une série de concerts, notamment de la musique pour instruments à vent (en solo, musique de chambre et orchestre d’harmonie) et un projet pédagogique dans le cadre du Conservatoire Chia-Hu (en chinois 陳家湖音樂學院). En plus de cela un programme interculturel est proposé aux musiciens invités du monde entier. Le directeur artistique du festival est le pianiste Heinz Chen.

## Beigang
Beigang (en chinois 北港) est connu pour son temple Chaotian, le plus important de la déesse Mazu. La vie culturelle n'y étant active que lors des jours religieux, l’Association Philharmonique de Beigang décida de créer un festival de musique et de raviver la scène artistique de la ville. Le centre du festival se trouve à Beigang où ont lieu la plupart des concerts ainsi que le projet pédagogique et les répétitions du Beigang Wind Orchestra.

## Histoire
En 2005 l’Association philharmonique de Beigang organisa pour la première fois le Festival de musique de Beigang. En 2006 Heinz Chen a été nommé directeur artistique du festival avec pour mission d’élever le festival à un rang international. Depuis, le festival est très apprécié auprès de son public, des médias et des politiciens. La sous-préfète Su Ji-Feng y retourna tous les ans depuis 2005. Parmi les auditeurs fut aussi le directeur de l’Académie de musique de Detmold, Martin Christian Vogel, en 2007.

## Concept
Les concerts ont lieu à Beigang principalement, à Douliu et à Sinying. Y sont proposées surtout de la musique savante, mais aussi de la musique plus « légère », comme le concert en plein air Cultural Interaction Night et le Club Concert dans un restaurant local, qui ont connu un grand succès. Le festival ne se voit pas seulement comme événement artistique et musical, mais aussi comme engagement interculturel et social : l’entrée aux concerts et au programme pédagogique est gratuite, ce qui permet d’atteindre un plus grand nombre de mélomanes, d’enfants surtout.

## Financement
Le festival est soutenu financièrement par la ville de Beigang et le district de Yunlin, ainsi que le ministère de la Culture de Taipei. Des marques d’instruments de musique comme Jupiter et Kawai, le Temple Chaotian et beaucoup d’entreprises locales sont d’autres sponsors. En 2009 l’Académie Sibelius fait aussi partie des donateurs.

## Médias
Plusieurs journaux (entre autres l’Epoch Times et l’hebdomadaire New Taiwan) et la télévision locale ont rapporté le festival. En 2007 un article est paru sur ce festival dans le journal allemand Lippische Landeszeitung.

## Musiciens
Liste des musiciens ayant participé au festival depuis 2006 :
- Lauri Bruins, clarinette
- Anita Farkas, flûte
- Paz Aparicio García, saxophone
- Noémi Györi, flûte
- Wilfried Stefan Hanslmeier, trombone
- Philipp Hutter, trompette
- Christina Jacobs, saxophone
- Anniina Karjalainen, trompette
- Sofia Kayaya, flûte
- Mizuho Kojima, trombone et euphonium
- Zoltán Kövér, trompette
- Anna Krauja, soprano
- Paavo Maijala, piano
- Lauri Sallinen, clarinette
- Juuso Wallin, cor d'harmonie

## L’Association philharmonique de Beigang
Le festival est organisé par l’Association Philharmonique de Beigang. Ses membres sont bénévoles.